# Mitsubishi Regional Jet
El Mitsubishi SpaceJet (en japonés :三菱 ス ペ ー ス ジ ェ ッ ト) previamente conocido como Mitsubishi Regional Jet (MRJ), fue un proyecto de jet regional desarrollado por Mitsubishi Aircraft Corporation (MAC), una subsidiaria de Mitsubishi Heavy Industries (MHI). MHI anunció por primera vez el concepto en junio de 2007, y luego apuntó a la certificación para 2012. Después de un desarrollo retrasado, el vuelo inaugural del MRJ90 tuvo lugar el 11 de noviembre de 2015. En junio de 2019, Mitsubishi cambió el nombre del Mitsubishi Regional Jet ( MRJ , japonés:三菱 リ ー ジ ョ ナ ル ジ ェ ッ ト) a Mitsubishi SpaceJet. Como las pruebas de vuelo fueron más largas de lo esperado, la entrada al servicio se retrasó hasta que el desarrollo se detuvo en medio del impacto de la pandemia de COVID-19 en la aviación, siendo finalmente cancelado en febrero de 2023.
El fuselaje está fabricado principalmente en aluminio con un empenaje de compuestos de fibra de carbono . El twinjet de ala baja está propulsado por Pratt & Whitney PW1000Gs , y fue el primer programa en seleccionar el turboventilador con engranajes. El M90 (el MRJ90 renombrado) debería tener capacidad para 86 a 96, mientras que el MRJ70 más pequeño debía acomodar de 70 a 80 pasajeros. El MRJ70 fue reemplazado por el SpaceJet M100, estirado en 1,1 m (3 pies 7 pulgadas) para cumplir mejor con las cláusulas de alcance de EE. UU. En 76 asientos con asientos premium. Es comparable con el Embraer E-Jet E2 .

## Diseño y desarrollo

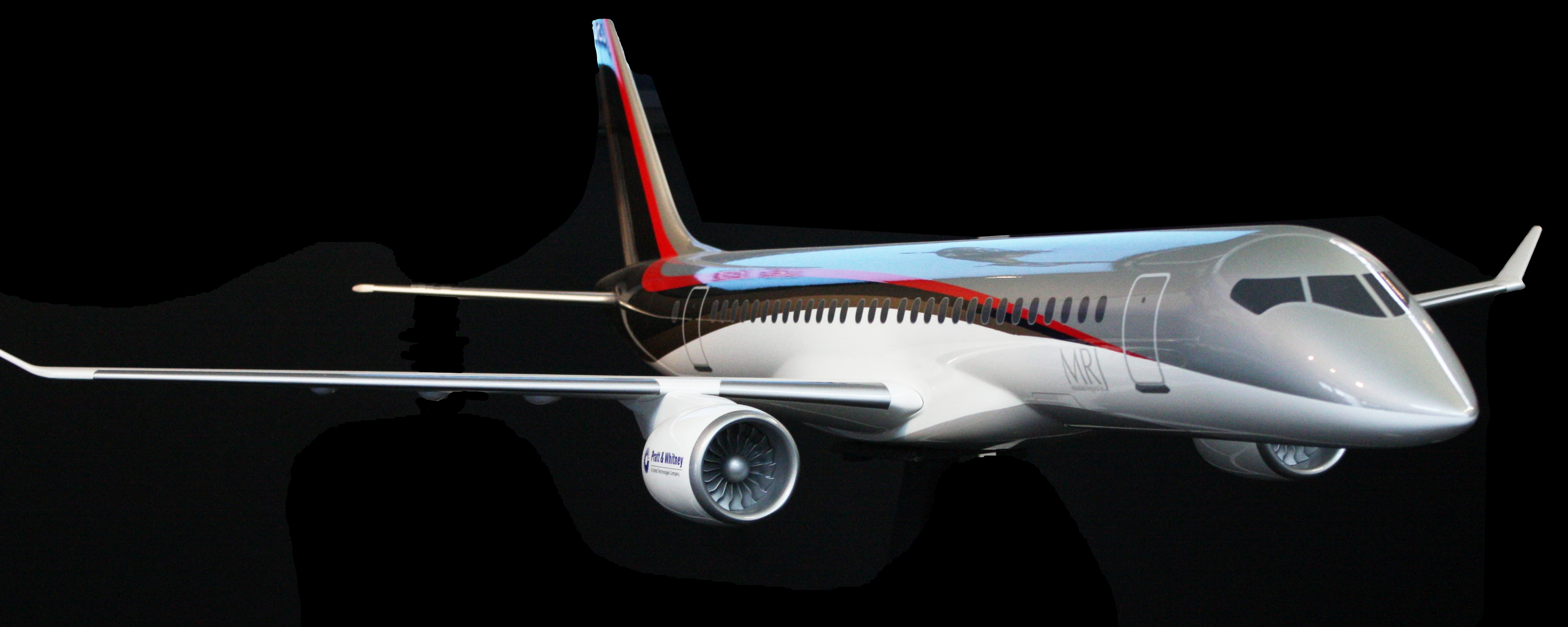
ILA 2010, tomada el sábado, fotografiada en su mayoría elevada desde una escalera.

El MRJ contará con el motor Pratt & Whitney PW1000G. Se espera que el MRJ sea el primer avión comercial y de uso regional que adopte materiales compuestos en su fuselaje en una escala significativa.
Una maqueta fue presentada en el Paris Air Show de junio del 2007. La compañía ya ha decidido ofrecer formalmente la aeronave para posibles compradores. Se planea que la producción comience en el 2012.
All Nippon Airways fue la primera aerolínea que decidió comprar el MRJ con una orden de 15 aviones, con opción a 10 más, mientras que la primera aerolínea extranjera en encargar el MRJ fue la estadounidense Trans States Airlines que opera vuelos para United Express y US Airways Express con una orden de 50 aviones con opción a 50 extra.
El proyecto ha sido demorado en cinco ocasiones debido, entre otros problemas, a algunos fallos técnicos en el principal equipo electrónico. En noviembre de 2017, Mitsubishi anunció la construcción de otras tres aeronaves de prueba con lo que el total de prototipos ascenderá a ocho. La empresa espera que las aeronaves adicionales ayuden a cumplir con su objetivo para la primera entrega, prevista para mediados de 2020.

### Cambio de nombre a SpaceJet
El MRJ90, fue rebautizado como SpaceJet M90 en el Salón Aeronáutico de París 2019
En junio de 2019, Mitsubishi cambió el nombre del programa MRJ a SpaceJet. El MRJ90 fue renombrado como SpaceJet M90 y se anunció una variante de 76 asientos especialmente diseñada para cumplir con las cláusulas de alcance de EE. UU. , Que se conocerá como SpaceJet M100. Esta versión será 1,1 m (3 pies 7 pulgadas) más larga que la MRJ70 abandonada, pero 1,3 m (4 pies 3 pulgadas) más corta que la M90. 
El E175-E2 es más pesado que el E175 actual, compatible con alcance, con sus motores GTF más grandes, y es más largo (en un cuadro) y más ancho (en 2,3 m (7 pies 7 pulgadas)): cuando su cabina está llena, solo puede llenar 4 t (8,800 lb) de combustible dentro del límite de 86,000 lb (39 t) MTOW, lo que limita su alcance a un corto 950 nmi (1,760 km). En comparación con el E175-E2, la cabina del M100 tiene un ajuste más ajustado alrededor de sus 76 asientos, y su ala es más liviana, tiene 3,2 m (10 pies) menos de envergadura y con aletas más pequeñas que el MRJ90, lo que le da un 50% más de combustible que el E175-E2 en el límite MTOW para un rango de 1.500 millas náuticas (2.800 km) con 76 pasajeros. Sin el límite de la cláusula de alcance, un MTOW M100 de 42 t (93.000 lb) podría volar 1.910 millas náuticas (3.540 km) con 84 pasajeros.  El rediseño del M100 retrasa su entrada en servicio hasta 2023, un año más tarde que el MRJ70, mientras que el M90 evolucionará hacia el M200. 
El fuselaje más largo de 2 pies (0,61 m) tiene capacidad para 88 en clase única, y a 91 pies (28 m), la envergadura es 4 pies (1,2 m) más corta con la punta del ala inclinada modificada. El tramo más corto permitirá operar en el aeropuerto del condado de Aspen / Pitkin de Colorado , un popular destino turístico, el único avión en producción con la capacidad después de que finalice la producción del CRJ700. La optimización estructural del socio de MITAC Triumph Group debería eliminar el 15% del peso estructural combinado del ala, el fuselaje de popa y el empenaje. Las entregas deberían comenzar en 2024. 
El M90 en su configuración final voló por primera vez el 18 de marzo de 2020, antes de unirse al resto de la flota de prueba en Moses Lake. 
En mayo de 2020, Mitsubishi redujo a la mitad el presupuesto del programa SpaceJet para el año que finaliza el 31 de marzo de 2021. Confirmó su compromiso con la versión de referencia del M90, pero reconsiderará el M100 a la luz del impacto de la pandemia de COVID-19 en la aviación. industria .  Todo el trabajo en el SpaceJet fuera de Japón, incluidas las pruebas de vuelo del M90 en Moses Lake, fue repatriado a la sede de la compañía en Nagoya.  En octubre de 2020, Mitsubishi anunció una nueva reducción presupuestaria y una "pausa temporal" para la mayoría de las actividades de SpaceJet distintas de la documentación de certificación de tipo mientras evalúa un "posible reinicio del programa". 

### Cancelación
En mayo de 2020, Mitsubishi redujo a la mitad el presupuesto del programa SpaceJet para el año fiscal. En ese entonces la empresaba confirmaba su compromiso con la versión básica del M90, pero se encontraba reconsiderando la versión M100 debido al impacto de la pandemia de COVID-19. Todo el trabajo en el SpaceJet fuera de Japón, incluidas las pruebas de vuelo del M90 en Moses Lake, fue repatriado a la sede de la compañía en Nagoya. En octubre de 2020, Mitsubishi anunció una nueva reducción del presupuesto y una "pausa temporal" para la mayoría de las actividades de SpaceJet que no sean la documentación de certificación mientras evaluaba un "posible reinicio del programa".
El 6 de febrero de 2023, Mitsubishi Heavy Industries finalizó el proyecto Spacejet citando la inestabilidad del mercado de la aviación, y anunció planes para disolver la subsidiaria Mitsubishi Aircraft Corporation.

## Variantes
Se planeaba crear 6 versiones con dos largos diferentes de fuselaje. El MRJ70 tendrá una capacidad de 70 a 80 pasajeros mientras que el MRJ90 tendrá una capacidad de 86 a 96 pasajeros.

## Galería

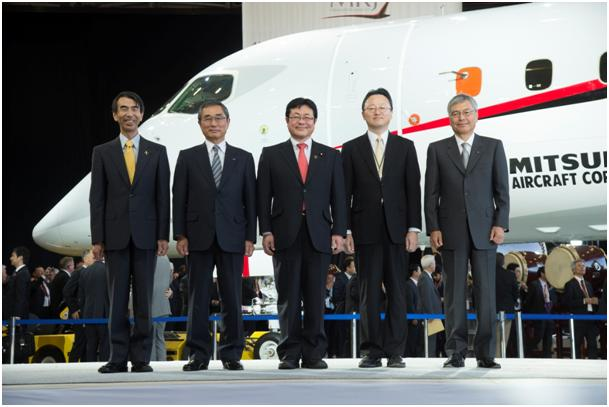
Ceremonia de presentación el 18 de octubre de 2014
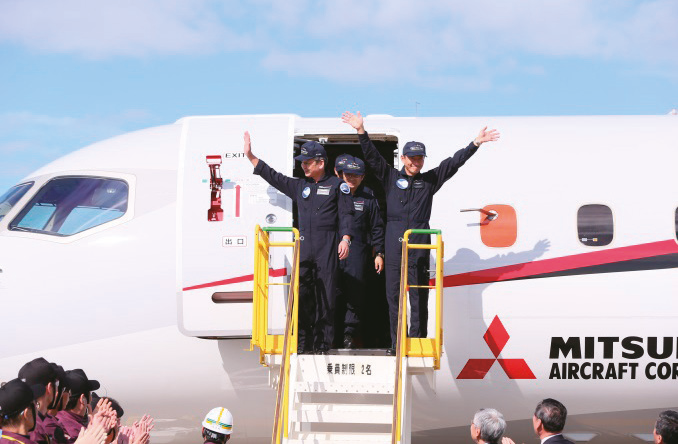
Tripulación del primer vuelo
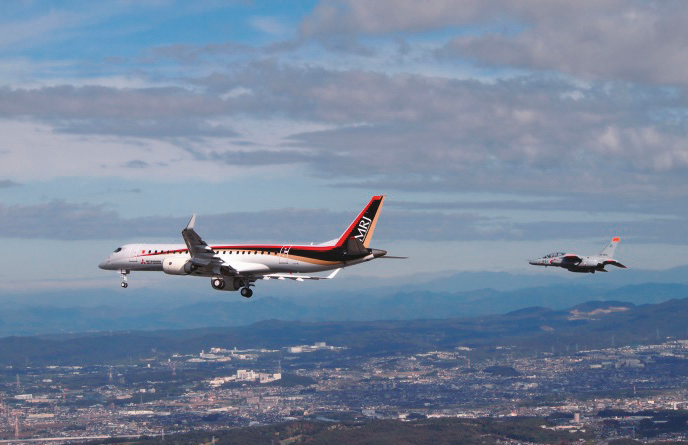
Primer vuelo, acompañado por un Kawasaki T-4
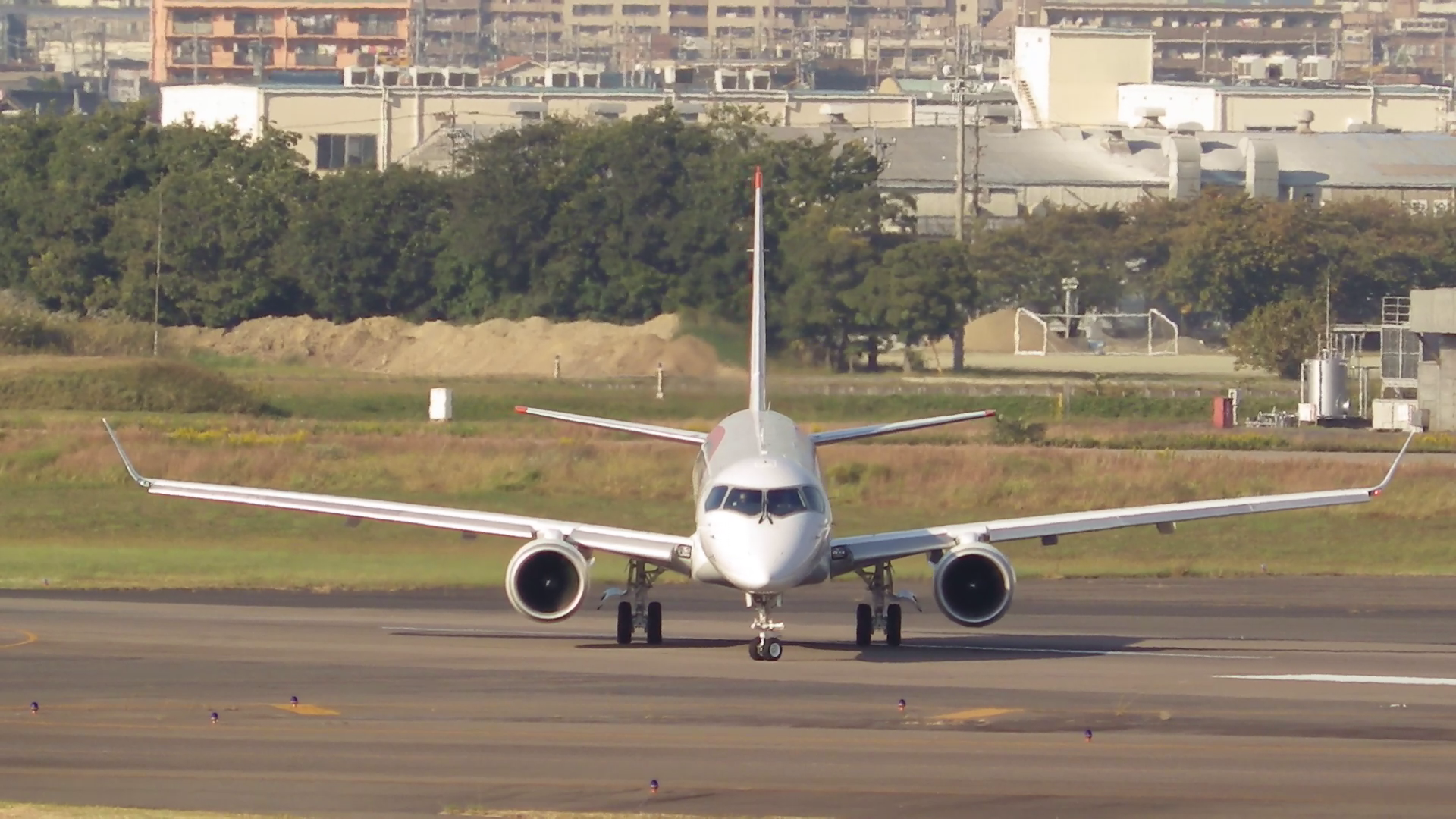
Vista frontal

## Especificaciones

### Serie MRJ70
|                                                       | MRJ 70STD                                                   | MRJ 70ER                                                    | MRJ 70LR                                                    |
| ----------------------------------------------------- | ----------------------------------------------------------- | ----------------------------------------------------------- | ----------------------------------------------------------- |
| Pasajeros                                             | 70-80                                                       | 70-80                                                       | 70-80                                                       |
| Largo                                                 | 32.8 m (107.6 ft)                                           | 32.8 m (107.6 ft)                                           | 32.8 m (107.6 ft)                                           |
| Envergadura                                           | 29.7 m (97.6 ft)                                            | 29.7 m (97.6 ft)                                            | 29.7 m (97.6 ft)                                            |
| Altura de la cola                                     | 10 m (32.8 ft)                                              | 10 m (32.8 ft)                                              | 10 m (32.8 ft)                                              |
| Peso máximo de despegue                               | 36,850 kg (81 200 lb)                                       | 38 400 kg (84 700 lb)                                       | 40 200 kg (91 400 lb)                                       |
| Peso máximo de aterrizaje                             | 38 500 kg (84 900 ft)                                       | 38 500 kg (84 900 ft)                                       | 38 500 kg (84 900 ft)                                       |
| Peso vacío                                            | 21 700 kg (47 800 lb)                                       | 21 700 kg (47 800 lb)                                       | 21 700 kg (47 800 lb)                                       |
| Alcance máximo                                        | 1480 km (800 nmi)                                           | 2350 km (1270 nmi)                                          | 3330 km (1800 nmi)                                          |
| Velocidad crucero típica                              | Mach 0.78 (515 mph, 828 km/h) max. 0.82 (563 mph, 906 km/h) | Mach 0.78 (515 mph, 828 km/h) max. 0.82 (563 mph, 906 km/h) | Mach 0.78 (515 mph, 828 km/h) max. 0.82 (563 mph, 906 km/h) |
| Longitud de la pista para el despegue (MTOW, SL, ISA) | 1390 m (4560 ft)                                            | 1500 m (4920 ft)                                            | 1650 m (5410 ft)                                            |
| Longitud de la pista para el aterrizaje (MLW, Seco)   | 1390 m (4560 ft)                                            | 1390 m (4560 ft)                                            | 1390 m (4560 ft)                                            |
| Planta motriz                                         | 2× Pratt & Whitney PW1000G                                  | 2× Pratt & Whitney PW1000G                                  | 2× Pratt & Whitney PW1000G                                  |
| Empuje del motor                                      | 66.7 kN (15 000 lbf) × 2                                    | 66.7 kN (15 000 lbf) × 2                                    | 66.7 kN (15 000 lbf) × 2                                    |

Datos obtenidos de: MRJ Aviation Week

### Serie MRJ90
|                                                       | MRJ 90STD                                                   | MRJ 90ER                                                    | MRJ 90LR                                                    |
| ----------------------------------------------------- | ----------------------------------------------------------- | ----------------------------------------------------------- | ----------------------------------------------------------- |
| Pasajeros                                             | 86-96                                                       | 86-96                                                       | 86-96                                                       |
| Largo                                                 | 36 m (118 ft)                                               | 36 m (118 ft)                                               | 36 m (118 ft)                                               |
| Envergadura                                           | 29.7 m (97.6 ft)                                            | 29.7 m (97.6 ft)                                            | 29.7 m (97.6 ft)                                            |
| Altura de la cola                                     | 10 m (32.8 ft)                                              | 10 m (32.8 ft)                                              | 10 m (32.8 ft)                                              |
| Peso máximo de despegue                               | 39,600 kg (87 300 lb)                                       | 41 450 kg (91 400 lb)                                       | 42 800 kg (94 400 lb)                                       |
| Peso máximo de aterrizaje                             | 38 500 kg (84 900 ft)                                       | 38 500 kg (84 900 ft)                                       | 38 500 kg (84 900 ft)                                       |
| Peso vacío                                            | 22 600 kg (49 800 lb)                                       | 22 600 kg (49 800 lb)                                       | 22 600 kg (49 800 lb)                                       |
| Alcance máximo                                        | 1610 km (870 nmi)                                           | 2590 km (1400 nmi)                                          | 3280 km (1770 nmi)                                          |
| Velocidad crucero típica                              | Mach 0.78 (515 mph, 828 km/h) max. 0.82 (563 mph, 906 km/h) | Mach 0.78 (515 mph, 828 km/h) max. 0.82 (563 mph, 906 km/h) | Mach 0.78 (515 mph, 828 km/h) max. 0.82 (563 mph, 906 km/h) |
| Longitud de la pista para el despegue (MTOW, SL, ISA) | 1460 m (4790 ft)                                            | 1590 m (5220 ft)                                            | 1690 m (5540 ft)                                            |
| Longitud de la pista para el aterrizaje (MLW, seco)   | 1450 m (5760 ft)                                            | 1450 m (5760 ft)                                            | 1450 m (5760 ft)                                            |
| Planta motriz                                         | 2× Pratt & Whitney PW1000G                                  | 2× Pratt & Whitney PW1000G                                  | 2× Pratt & Whitney PW1000G                                  |
| Empuje del motor                                      | 75.6 kN (17 000 lbf) × 2                                    | 75.6 kN (17 000 lbf) × 2                                    | 75.6 kN (17 000 lbf) × 2                                    |

Datos obtenidos de: MRJ Aviation Week

### Aeronaves similares
- Antonov An-148
- ACAC ARJ21
- Boeing 717
- Bombardier CRJ700/900
- Airbus A220
- Embraer E-Jets
- Sukhoi Superjet 100
- Tupolev Tu-334
- Yakovlev Yak-42D

### Listas relacionadas
- Anexo:Aviones de línea regionales